# Восточная Пруссия
Восто́чная Пру́ссия (нем. Ostpreußen, пол. Prusy Wschodnie, лит. Rytų Prūsija) — провинция Пруссии, с 1871 года и до своего упразднения входившая в состав единой Германии. 
Ядро исторической Пруссии с её столицей — городом Кёнигсбергом (сейчас Калининград) ныне принадлежит России, образуя Калининградскую область. Периферийные территории, составляющие более двух третей бывшей немецкой провинции, ликвидированной в соответствии с решением Потсдамской конференции, находятся в составе Литвы и Польши.

## История

### Ранняя история
До XIII века территорию Восточной Пруссии населяли пруссы. Их появление относят к V—VI векам. Первые поселения пруссов возникли на побережье нынешнего Калининградского залива. В эпоху «переселения народов», вплоть до IX века, пруссы мигрировали на запад, к нижнему течению Вислы с восточной Европы.
В XIII веке католическая церковь при помощи тевтонских рыцарей организовала борьбу против пруссов, обещав им владение городами Кульм и Добрынь, а также сохранение за ними захваченных территорий. В 1232 году тевтонские рыцари прибыли в Польшу.
В 1202 году был создан Орден меченосцев. Первые столкновения между крестоносцами и пруссами относятся к 1233 году. Тогда крестоносцы одержали победу в битве при Сиргуне. При поддержке польских рыцарей крестоносцы вытеснили пруссов с правобережья реки Ногата. Пруссы попытались взять замок крестоносцев Бальга, но потерпели поражение. Тем не менее, пруссы продолжили бороться за свою независимость. В 1242 году началось сопротивление пруссов, вошедшее в историю как «первое восстание». Однако это восстание также потерпело поражение от тевтонцев. В итоге пруссы были вынуждены заключить в Кристбурге (Помезания) мирный договор. По условиям договора власть Ордена была закреплена за западной Пруссией (1249). В 1249 году пруссы подняли новое восстание, В 1260 году поднялось третье восстание пруссов, во время которого война велась уже не только против крестоносцев, но и против переметнувшихся на их сторону представителей местной знати (нобилей). В итоге пруссы были разгромлены. Часть из них переселилось в Новгородскую землю и Великое княжество Литовское. Последним годом прусской независимости считается 1283 год, когда Пруссию покинул последний не подчинившийся Ордену ятвяжский вождь Скудо из Красимы.      
По мере продвижения на восток крестоносцы немедленно закрепляли свой успех строительством крепости или замка. В 1239 году был основан первый на территории будущей Восточной Пруссии замок — Бальга.
4 июля 1255 года магистром Тевтонского ордена Пеппо Остерном фон Вертгайнтом основан Кёнигсберг.
XIV—XV века являются периодом подъёма Ордена, его казна считалась самой богатой в мире. В это время он оккупировал малонаселённую территорию Пруссии немцами, создавая здесь города и деревни.
Одним из способов привлечения колонистов в Пруссию было предоставление им льгот. Тевтонские завоеватели построили крепости Торн, Кульм, Грауденц, Мариенверден, Реден и другие на реке Висла. До 1410 года в Пруссии было основано 93 города. Большинство колонистов составляли немцы, в меньшем количестве были выходцы из Голландии, Дании, Польши и других стран. После 1280 года в Пруссию активно стали пребывать колонисты из крестьян. В южной половине Пруссии долгое время сохранялись поселения пруссов, принявших христианство, выселить новоявленных христиан завоеватели не всегда решались, т. к. боялись того, что это вызовет восстание.   
В XV—XVI веках Орден участвовал в нескольких войнах с польско-литовским союзом, возникшим в 1386 году. В 1410 году, во время так называемой «Великой войны» 1409—1411 годов, орденское войско потерпело крупное поражение в битве под Танненбергом (Грюнвальдом). В феврале 1412 года в Торне (Торунь) был подписан мирный договор, в соответствии которым стороны решили в территориальном отношении вернуться к довоенной ситуации. Однако после Второго Торнского мира в 1466 году Орден потерял территорию, которая позже была названа Западной Пруссией, и Эрмландию. Третья война (1519—1521 годы) так и не была окончена, однако она окончательно ослабила орденское государство.

### 1525—1701 годы: Прусское герцогство

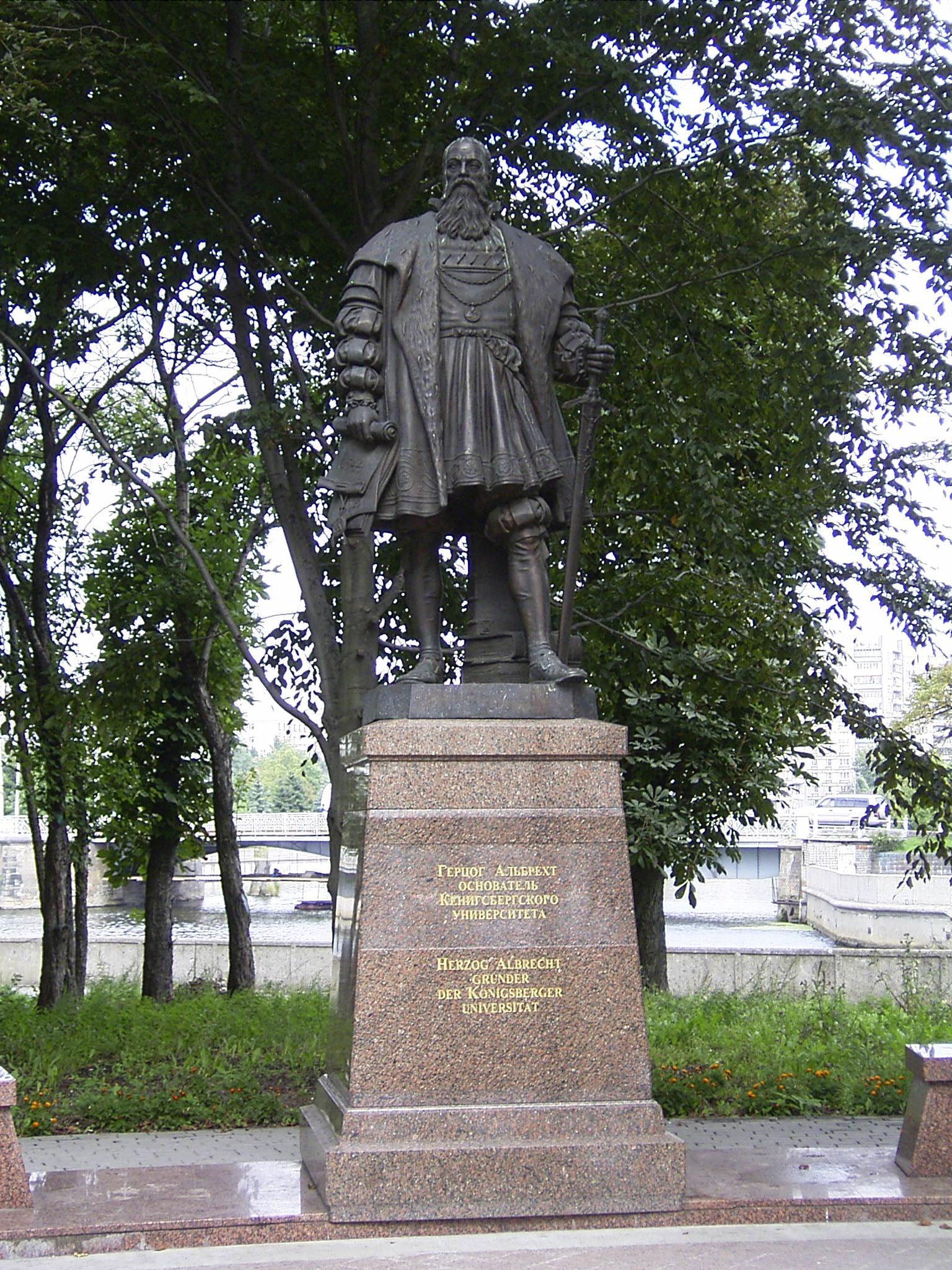
Памятник герцогу Альбрехту Гогенцоллерну в Калининграде

В 1525 году великий магистр Тевтонского ордена, маркграф Альбрехт, перешедший в протестантскую веру, секуляризовал территории бывшего орденского государства с их столицей в Кёнигсберге. Альбрехт провозгласил себя первым герцогом Прусским.
Альбрехт также реформировал всю государственную систему. Создавались новые правительственные учреждения. В 1544 году в Кёнигсберге образован университет, устроенный по образцу других немецких университетов.
Реформы Альбрехта сыграли значительную роль в развитии Пруссии, способствовали её экономическому и культурному развитию.
Альбрехт умер 20 марта 1568 года на 78-м году жизни в замке Тапиау (Гвардейск) и был погребён в Кёнигсбергском кафедральном соборе.
После его смерти ситуация в Пруссии опять осложнилась. Его сын, Альбрехт Фридрих, практически не принимал участия в управлении герцогством. С 1575 года Пруссией стали управлять регенты из немецкой династии Гогенцоллернов. В 1657 году благодаря политике Великого курфюрста Фридриха Вильгельма Кёнигсберг и Восточная Пруссия юридически освободились от польской зависимости и она была объединена с разорённым Тридцатилетней войной Бранденбургом. Так было создано Бранденбургско-Прусское государство со столицей в городе Берлине.
Сын Фридриха Вильгельма, курфюрст Бранденбургский Фридрих III, был коронован с титулом короля Пруссии в Кёнигсберге 18 января 1701 года.

### 1701—1772 годы: Прусское королевство

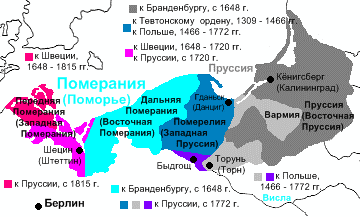
Померания, Западная и Восточная Пруссия

После коронации курфюрст Фридрих III стал именоваться прусским королём Фридрихом I, а название Пруссия было присвоено всему Бранденбургско-Прусскому государству. Таким образом, существовало королевство Пруссия со столицей в Берлине и провинция с тем же названием с центром в Кёнигсберге. Прусская провинция была отделена от основной территории королевства польскими землями.
В первое десятилетие после коронации Фридриха по его настоянию придворные обустраивают в восточной части королевства загородные резиденции (рыцарские мызы) в соответствии с последним вкусом барокко. Приглашённые из Парижа и Берлина зодчие возводят и украшают масштабные усадьбы графов Денгоф (Денхофштедт и Фридрихштайн), Дона (Шлобиттен), Финкенштейнов (Финкенштейн). Одновременно обустраиваются более скромные мызы: Шлодиен графа Дона, Сандиттен графа Шлибена, Капустигаль графа Вальдбурга.
Во время Семилетней войны русские войска завоевали Восточную Пруссию, граждане которой (в том числе И. Кант) принесли присягу на верность русской короне. До заключения Петром III мира с Пруссией в Кёнигсберге от имени русской императрицы правили генерал-губернаторы:
- Граф В. В. Фермор (1758 — 1758)
- Барон Н. А. Корф (1758 — 1760)
- В. И. Суворов (1760 — 1761)
- Граф П. И. Панин (1761 — 1762)
- Ф. М. Воейков (1762)

### Образование провинции Восточная Пруссия

Провинции Королевства Пруссия в 1806 году

В 1773 году Прусская провинция стала именоваться Восточной Пруссией. Позднее при разделах Польши, являясь частью Прусского раздела, провинция была разделена на Западную и Восточную Пруссию. В 1824 году обе провинции были объединены и в течение 50 лет административная система объединённой провинции не менялась. В январе 1871 года произошло объединение Германии и образование Германской империи. В 1878 году произошло разделение Восточной и Западной Пруссии, и Восточная Пруссия стала самостоятельной провинцией Германской империи.
С началом в 1914 году Первой мировой войны Восточная Пруссия стала ареной военных действий. В августе 1914 года пехотные дивизии 1-й русской армии под командованием генерала П.К. фон Ренненкампфа пересекли её границу и в течение короткого времени заняли значительную часть территории, в том числе города Тильзит, Гумбиннен, Инстербург, Фридланд. Однако Восточно-Прусская операция (1914) завершилась для русских неудачно. Немцы собрались с силами и вытеснили русские войска назад, а в 1915 году им удалось продвинуться вперед на территорию России (подробнее см.: Кампания 1915).

### Веймарская республика

Польский коридор и Восточная Пруссия, 1919—1939 годы

Потерпев поражение в Первой мировой войне, Германия под давлением стран-победителей (стран Антанты -  Франции, Великобритании и США) по Версальскому мирному договору была вынуждена уступить ряд своих территорий в нижнем течении реки Висла плюс 71-километровый отрезок побережья Балтийского моря Польше, которая таким образом получила выход к Балтийскому морю и соответственно изолировала (по крайней мере сухопутно) территорию Восточной Пруссии, превратившуюся в немецкий полуэксклав. 
Переданные Польше территории (Поморское воеводство) были населены преимущественно поляками (80,9 % населения) и в терминологии тех лет получили название Польский коридор. Они имели крайне важное стратегическое значение для обеих стран. К Восточной Пруссии перешла часть территории Западной Пруссии (Мариенвердер), образовав отдельный административный округ. С другой стороны — к северу от реки Неман — Восточная Пруссия потеряла город Мемель (современная Клайпеда, Литва), также преимущественно немецкоязычный. Эти потери послужили поводом к росту настроений ревизионизма и реваншизма в самой Германии и явились одним из поводов к развязыванию Второй мировой войны.

### Нацистская Германия
17 августа 1944 года советские войска вышли на границу Восточной Пруссии. Первыми населёнными пунктами Восточной Пруссии, взятыми советскими войсками, стали городки Ширвиндт и Эйдткунен, которые перешли под советский контроль в ходе Гумбинненской наступательной операции.

### Послевоенное развитие
По решению Потсдамской конференции Пруссия была ликвидирована как государственное образование. Восточная Пруссия была разделена между Советским Союзом и Польшей. К СССР отошла одна треть Восточной Пруссии вместе со столицей Кёнигсбергом (который был позднее переименован в Калининград), организационно включённая в состав РСФСР как Калининградская область. С распадом СССР в 1991 году эта область стала полуэксклавной территорией Российской Федерации.
Часть Куршской косы и город Клайпеда (бывший город Мемель, нем. Memel, Клайпедский край), были возвращены Литве. Клайпедский край, сразу после его занятия советскими войсками, передавался в распоряжение администрации Литовской ССР, так как захват его в 1939 году нацистской Германией являлся незаконным.
Все населённые пункты и многие географические объекты (реки, заливы Балтийского моря) бывшей Восточной Пруссии были переименованы, сменив немецкие названия на русские.

## Население

### Статистические данные

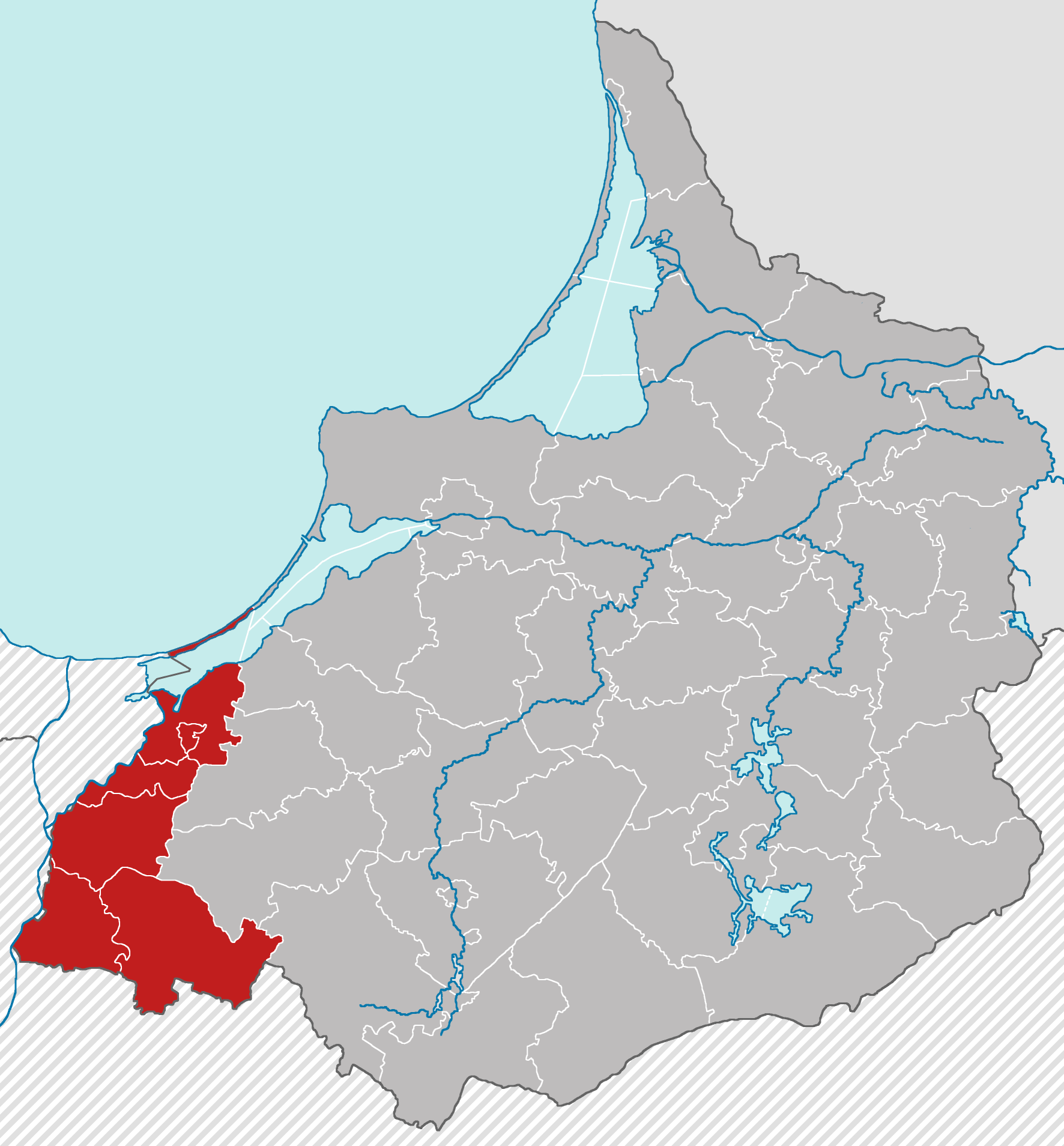
Округ Западная Пруссия в составе провинции Восточная Пруссия в 1922—1939 годах

В 1895 году на территории провинции Восточная Пруссия проживало 2 005 234 человек. Национальный состав населения в 1890 году: 327 тысяч — поляки и кашубы, 118 тысяч — литовцы, остальные — немцы. Религиозный состав: 1 675 792 — протестанты, 257 159 — католики, 10 743 — другие христианские конфессии, 14 411 — евреи.
Территория и население провинции Восточная Пруссия в 1900 году:
| Административный округ | Площадь, км² | Население, чел. | Количество районов | Количество районов |
| Административный округ | Площадь, км² | Население, чел. | сельских           | городских          |
| ---------------------- | ------------ | --------------- | ------------------ | ------------------ |
| Округ Кёнигсберг       | 21 108,17    | 1 204 386       | 19                 | 1                  |
| Округ Гумбиннен        | 15 885,72    | 792 240         | 16                 | 1                  |
| Всего по провинции     | 36 993,89    | 1 996 626       | 35                 | 2                  |

Административные округа Восточной Пруссии
1 ноября 1905 года из южных частей округов Кёнигсберг и Гумбиннен был образован самостоятельный округ Алленштейн. 10 января 1920 года в соответствии с решениями Версальского договора Мемельланд выходит из состава Пруссии и переходит под управление Лиги Наций, а части района Найденбург (округ Алленштейн) переходят под контроль Польши. В то же время под управление Восточной Пруссии переходят город и район Эльбинг (ранее входившие в округ Данциг провинции Западная Пруссия).
1 июля 1922 года под управление Восточной Пруссии переходят остальные оставшиеся под контролем Германии расположенные восточнее Вислы части упразднённой провинции Западная Пруссия. Таким образом, в составе провинции Восточная Пруссия образуется административный округ Западная Пруссия.
Территория и население провинции Восточная Пруссия в 1925 году составляли:
| Административный округ | Площадь, км² | Население, чел. | Плотность населения, чел./км² | Количество районов | Количество районов |
| Административный округ | Площадь, км² | Население, чел. | Плотность населения, чел./км² | сельских           | городских          |
| ---------------------- | ------------ | --------------- | ----------------------------- | ------------------ | ------------------ |
| Округ Кёнигсберг       | 13 147       | 911 879         | 69                            | 13                 | 1                  |
| Округ Гумбиннен        | 9397         | 539 778         | 58                            | 10                 | 2                  |
| Округ Алленштейн       | 11 547       | 540 287         | 47                            | 9                  | 1                  |
| Округ Западная Пруссия | 2956         | 264 405         | 89                            | 5                  | 1                  |
| Всего по провинции     | 37 047       | 2 256 349       | 61                            | 37                 | 5                  |

Религиозный состав населения в 1925 году: 83,8 % — протестанты; 15,0 % — католики; 0,2 % — другие христианские конфессии; 0,5 % — евреи; 0,5 % — прочие конфессии.

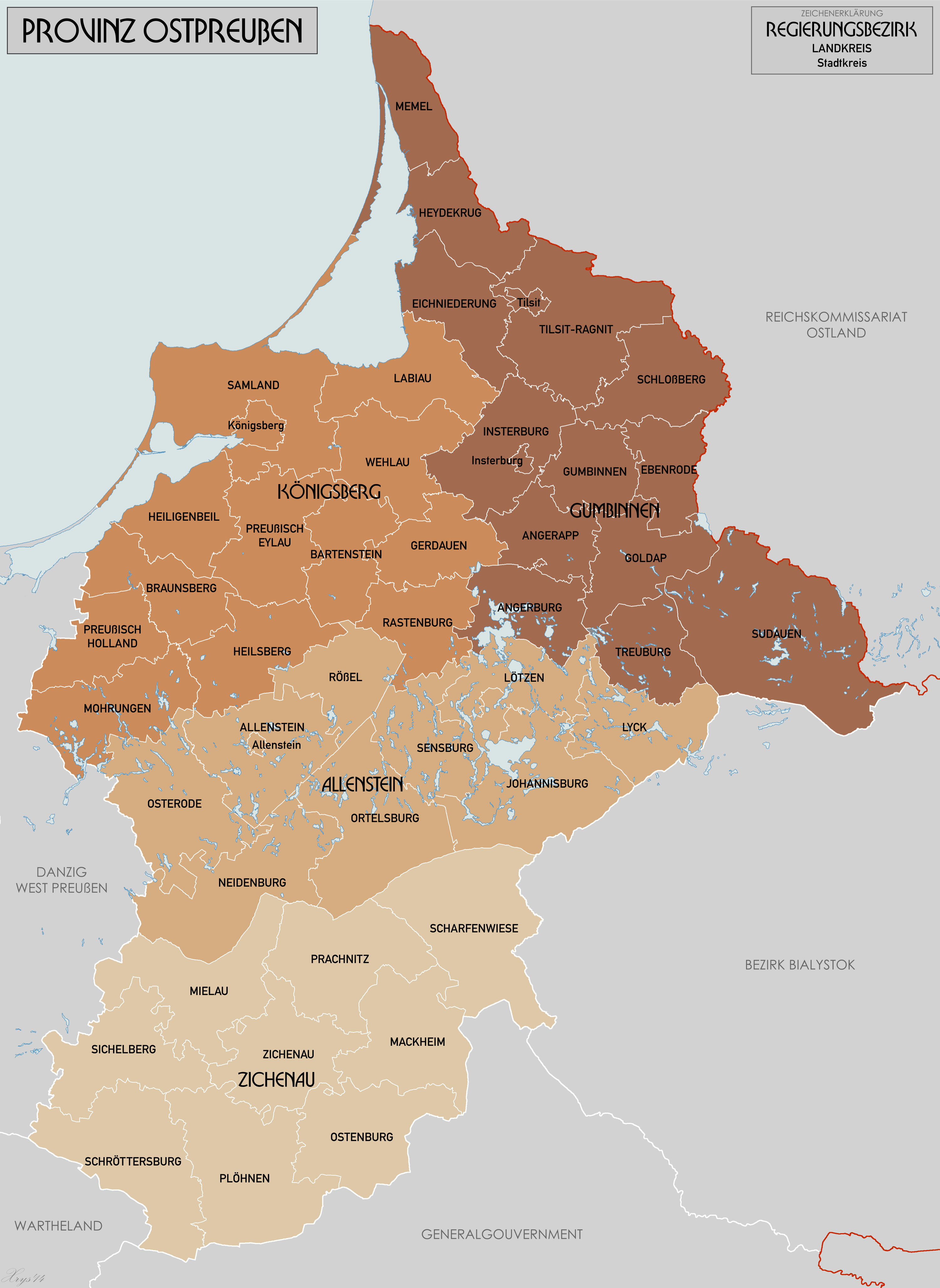
Округа Восточной Пруссии в 1944 году

После создания рейхсгау Данциг-Западная Пруссия в 1939 году округ Западная Пруссия был передан из провинции Восточная Пруссия в новое рейхсгау. Кроме того, на аннексированных польских территориях был образован новый округ Цихенау, который также вошёл в состав провинции Восточная Пруссия.
Площадь и численность населения провинции и отдельных её административных округов по состоянию на 17 мая 1939 года в границах на 1 января 1941 года и количество районов на 1 января 1941 года составляли:
| Административный округ            | Площадь, км² | Население, чел. | Количество районов | Количество районов |
| Административный округ            | Площадь, км² | Население, чел. | сельских           | городских          |
| --------------------------------- | ------------ | --------------- | ------------------ | ------------------ |
| Округ Кёнигсберг                  | 13 146,61    | 1 059 085       | 12                 | 1                  |
| Округ Гумбиннен                   | 14 656,03    | 830 534         | 13                 | 3                  |
| без Мемельланда и бывш. пол. тер. | 9399,36      | 559 205         |                    |                    |
| Мемельланд                        | 2416,07      | 154 694         |                    |                    |
| бывшие польские территории        | 2840,60      | 116 635         |                    |                    |
| Округ Алленштейн                  | 12 011,08    | 592 854         | 9                  | 1                  |
| без бывш. польских территорий     | 11 519,85    | 568 024         |                    |                    |
| бывшие польские территории        | 491,23       | 24 830          |                    |                    |
| Округ Цихенау                     | 12 913,60    | 854 304         | 9                  | 0                  |
| Всего по провинции                | 52 727,32    | 3 336 777       | 43                 | 5                  |
| без Мемельланда и бывш. пол. тер. | 34 065,82    | 2 186 314       |                    |                    |
| Мемельланд                        | 2416,07      | 154 694         |                    |                    |
| бывшие польские территории        | 16 245,43    | 995 769         |                    |                    |

### Городское и сельское население
Распределение населения по различным типам населённых пунктов в зависимости от их величины по общему количеству жителей, согласно данным переписи населения 1925 года и по состоянию на 17 мая 1939 года:
| Год  | Доля населения по категориям населённых пунктов по числу жителей | Доля населения по категориям населённых пунктов по числу жителей | Доля населения по категориям населённых пунктов по числу жителей |
| Год  | менее 2.000 жителей                                              | 2.000 — 100.000 жителей                                          | более 100.000 жителей                                            |
| ---- | ---------------------------------------------------------------- | ---------------------------------------------------------------- | ---------------------------------------------------------------- |
| 1925 | 61,2 %                                                           | 26,3 %                                                           | 12,4 %                                                           |
| 1939 | 51,6 %                                                           | 33,4 %                                                           | 15,0 %                                                           |

Крупнейшими городами провинции Восточная Пруссия по состоянию на 1925 год являлись:
- Кёнигсберг — 279 926 чел.
- Эльбинг — 67 878 чел.
- Тильзит — 50 834 чел.
- Инстербург — 39 311 чел.
- Алленштайн — 38 105 чел.